# Кастро Вали (Калифорнија)
Кастро Вали (енгл. Castro Valley) насељено је место без административног статуса у америчкој савезној држави Калифорнија.

## Демографија
По попису из 2010. године број становника је 61.388, што је 4.096 (7,1%) становника више него 2000. године.
| Група             | 2000.          | 2010.          |
| Белци             | 36.992 (64,6%) | 30.398 (49,5%) |
| Афроамериканци    | 2.946 (5,1%)   | 4.260 (6,9%)   |
| Азијати           | 7.757 (13,5%)  | 13.140 (21,4%) |
| Хиспаноамериканци | 6.984 (12,2%)  | 10.689 (17,4%) |
| Укупно            | 57.292         | 61.388         |